# Nothobranchius willerti
Nothobranchius willerti är en fiskart som beskrevs av Wildekamp 1992. Nothobranchius willerti ingår i släktet Nothobranchius och familjen Nothobranchiidae. IUCN kategoriserar arten globalt som sårbar. Inga underarter finns listade i Catalogue of Life.